# Myron (romanzo)
Myron è un romanzo dell'autore statunitense Gore Vidal, del 1974, seguito del suo bestseller del 1968 Myra Breckinridge. 
Il romanzo fu pubblicato poco tempo dopo una sentenza contro la pornografia della Corte Suprema; Vidal rispose sostituendo i termini volgari del suo romanzo con i nomi dei giudici coinvolti (ad esempio, "Infilò il suo enorme rehnquist in fondo alla whizzer white", ecc.).

## Trama
Myra Breckinridge, la transessuale che aveva sconvolto Hollywood per gli stupri per mezzo di dildo e il suo lesbismo, è tornata ad assumere la sua precedente identità maschile, l'evirato (in senso letterale e figurato) Myron.
Una sera, mentre guarda in televisione il film La sirena di Babilonia, viene risucchiato dalla televisione e trasportato sul set del film nel 1948. Per Myra si avvera un sogno, per Myron un incubo. Mentre Myron cerca di adattarsi alla vita in un film di serie B che si ripete all'infinito, Myra lentamente riemerge nella personalità di Myron, creando un rapporto con un membro gay della comunità allo scopo di ottenere vestiti da donna e parrucche. Il suo manifestarsi entro Myron è fortemente incoraggiato da un personaggio basato sottilmente su Norman Mailer (che tuttavia, ad un certo punto, colpisce Myra ubriaco), mentre la maggioranza delle altre persone sul set sembrano preferire Myra a Myron. Tenta di evirare una comparsa, poi tenta di castrare se stessa e di procurarsi delle protesi al silicone.  Mentre Myron cerca disperatamente una via di fuga dal set (imbattendosi lungo la strada in Richard Nixon, che vorrebbe stabilirsi nella Sirena di Babilonia per sfuggire allo scandalo Watergate), Myra vorrebbe rimanerci per sempre.
Ad un certo punto, Myra/Myron scambia il suo corpo con quello di María Montez, la stella del film. Myra va in estasi e Myron scompare completamente dalla narrazione per un certo tempo. Ma quando la Montez, posseduta da Myra, incontra per una coincidenza il Myron del 1948 (che in questo momento è un bambino, posseduto dallo spirito di una confusa Maria Montez) le loro rispettive personalità sono ripristinate nei loro corpi originali, facendo tornare definitivamente Myron nel salotto di casa sua nella California degli anni Settanta. Ad ogni modo, i cambiamenti provocati dallo scompiglio portato da Myra sul set della Sirena di Babilonia continuano ad influenzare il presente, e il romanzo termina con un ex attore del film, ora un transessuale, che viene eletto governatore dell'Arizona per il Partito Repubblicano, mentre il senatore Kennedy del Massachusetts intende correre alle successive elezioni presidenziali contro Nixon.

## Lessico
Nella sua introduzione al romanzo, Vidal menziona la sentenza della Corte Suprema Miller contro la California, che nelle sue parole lascia ad ogni comunità la facoltà di decidere che cosa sia la pornografia. Spiegando che la decisione ha allarmato e confuso i divulgatori di sconcezze eliminando le linee-guida, Vidal afferma che ha deciso di sostituire le parole sporche con i nomi dei cinque giudici della corte che hanno votato a favore della decisione , e dei crociati anti-pornografia Charles Keating di Citizens for Decent Literature e padre Morton A. Hill, S.J. di Morality in Media (con il quale Vidal aveva partecipato a un dibattito nel David Susskind Show nel 1968). Ha fatto ciò per conformarsi all'imposizione dalla Corte Suprema sugli standard di comunità, poiché desiderava conformarsi alla lettera e allo spirito della decisione della Corte.
Le parole sono le seguenti
| Termine sostituivo                       | Termine censurato | Termine corrispondente in italiano |
| ---------------------------------------- | ----------------- | ---------------------------------- |
| blackmun                                 | ass               | culo                               |
| burger (in italiano reso come burgerare) | fuck              | fottere                            |
| father hill                              | tits              | tette                              |
| keating                                  | shit              | merda                              |
| powell                                   | balls             | palle                              |
| rehnquist                                | cock              | cazzo                              |
| whizzer white                            | cunt              | fica                               |

Le edizioni successive del romanzo non contengono queste sostituzioni.

## Edizioni
- (EN) Gore Vidal, Myron: A Novel, New York, Random House, 1974, ISBN 0-394-49477-6.
- Gore Vidal, Myron, traduzione di Marisa Caramella, Letteraria Bompiani 303, Milano, Bompiani, 1976,  p. 229.
- Gore Vidal, Myron, traduzione di Marisa Caramella, Tascabili Bompiani 370, Milano, Bompiani, 1985,  p. 229.